# Henry Charles Armon Calvert
Henry Charles Armon Calvert (Niterói, 8 de novembro de 1950), mais conhecido como Henry Charles ou ainda Doutor Charles, é um médico e político e crítico de arte brasileiro. Foi vereador, deputado estadual, prefeito de São Gonçalo e presidente do Comitê Nacional de Arte Brasileira (CNAB).
Nota:Para outros significados, consulte Henry Charles

## Biografia
Vereador de São Gonçalo por dois mandatos, foi eleito deputado estadual pela primeira vez em 1994, pelo PSDB. Em 1996, se candidata a prefeitura de São Gonçalo pelo PMDB, conseguindo pouco mais de 8% dos votos, ficando com a terceira colocação. Em 1998, foi reeleito deputado estadual com mais de 31 mil votos. Na ALERJ, foi presidente em exercício da Comissão de Orçamento.
Em 2000 concorreu novamente à prefeitura de São Gonçalo pelo PMDB, em campanha que ficou marcada pelo slogan "Chame o Doutor", e com o jingle "É 15, é 15, é 15, é Doutor Charles", em referência ao número eleitoral de seu partido. Naquela eleição, foi eleito em segundo turno ao obter 56,59% dos votos válidos, derrotando o então prefeito Édson Ezequiel (PDT) 
Em 2004, Charles concorreu à reeleição pelo PTB, mesmo enfrentando a baixa popularidade de sua gestão. Terminou em terceiro lugar com 6,90% dos votos, derrotado pelas então deputadas Aparecida Panisset (que acabara eleita) e Graça Matos.
Em 2006, tentou voltar à ALERJ se candidatando novamente a deputado estadual, mas não foi eleito. Posteriormente, sofreu processo por improbidade administrativa, tendo sido tornado inelegível pelo TRE-RJ